# Chapais (cratera)
Chapais é uma cratera marciana. Tem como característica 37.4 quilômetros de diâmetro. Deve o seu nome a Chapais, uma localidade no Québec.